# Shemhamphorash

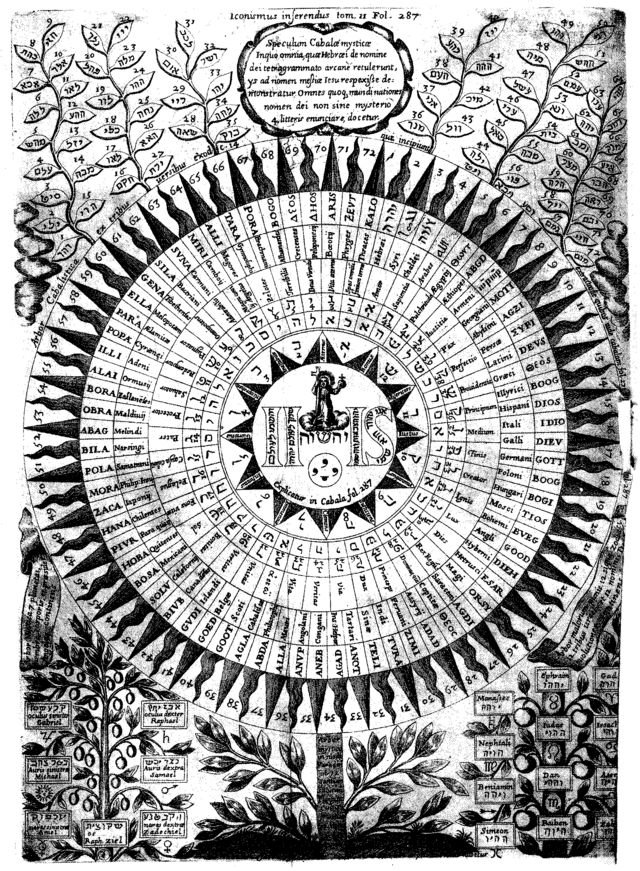
Un «diagrama cristiano» de los 72 nombres de Dios en la obra de Athanasius Kircher Oedipus Aegyptíacus (1652-1654). El estilo y forma son típicos de la tradición mística, ya que los teólogos antiguos comenzaron a fusionar conceptos de clasificación y organización previos a la ilustración con la religión y alquimia, tal vez para darle forma artística y una visión más conceptual de Dios. IHS es un monograma del nombre de Jesucristo.

Shemhamphorash (alternativamente Shem ha-Mephorash o Schemhamphoras, hebreo: שם המפורש) originalmente es un término tanaítico que describe el nombre oculto de Dios en la Cábala (incluyendo las variantes cristianas y herméticas), y en algunos discursos judíos más convencionales. Está compuesto por cualquiera de 4, 12, 22, 42, o 72 letras (o tríadas de letras), la última versión es la más común.